# August von Grote (Politiker)
August Graf von Grote (* 27. Januar 1828 in Paris; † 15. Mai 1868 in Breese im Bruche) war ein Offizier im Königreich Hannover, Gutsbesitzer sowie Mitglied des Reichstags des Norddeutschen Bundes und des Zollparlaments.

## Leben
August von Grote entstammte dem Adelsgeschlecht Grote. Er war von 1848 bis 1853 Kavallerie-Offizier in der hannoverschen Armee. Im Jahre 1853 trat er als erbliches Mitglied in die Erste Kammer der Ständeversammlung des Königreichs Hannover ein. Er war der Besitzer des Guts Breese im Bruche bei Dannenberg. Für die Gutskapelle holte er 1861 Rudolf Rocholl als Pfarrer.
Von 1867 bis zu seinem Tod im Mai 1868 war er für den Wahlkreis Hannover 15 (Lüchow, Uelzen, Dannenberg, Bleckede) Mitglied des Reichstags des Norddeutschen Bundes, wo er der Fraktion der Bundesstaatlich-Konstitutionellen Vereinigung angehörte. In dieser Eigenschaft gehörte er 1868 auch noch kurzzeitig dem Zollparlament an, an dessen Beratungen er jedoch aus Krankheitsgründen nicht mehr teilnehmen konnte.

## Familie
August heiratete am 20. September 1853 in erster Ehe Doraline Gräfin von Schwicheldt (1833–1855) und in zweiter Ehe am 4. Januar 1859 Guidobaldine von Alten (1838–1922), von der er 1866 geschieden wurde.
Tochter aus der ersten Ehe:
- Doraline (* 1855) ⚭ 1880 Ernst von Alten († 1923)

Kinder aus der zweiten Ehe:
- Hermine (* 1859)
- Louise (* 1863)
- Adolf (1864–1931) ⚭ 1888 Ilse von Reden (1868–1928)